# 22 July
22 July és una pel·lícula dramàtica noruega de 2018 sobre els atemptats de Noruega de 2011, basada en el llibre En av oss: en fortelling om Norge, d'Åsne Seierstad. Escrita, dirigida i produïda per Paul Greengrass, va ser estrenada el 5 de setembre de 2018 a la 75a Mostra Internacional de Cinema de Venècia.

## Argument
La història comença amb Anders Behring Breivik finalitzant el seu manifest a l'ordinador de l'apartament de la seva mare. Simultàniament, el Primer Ministre de Noruega, Jens Stoltenberg, ultima els detalls del campament d'estiu de l'organització política juvenil del Partit Laborista, Arbeidernes ungdomsfylking (AUF). Mentrestant, el jovent s'aplega a l'illa d'Utøya on es realitzarà el campament organitzat per l'AUF.
Breivik, usant un uniforme policial, carrega un vehicle amb explosius fets a casa per a detonar-lo a Oslo, concretament al Regjeringskvartalet, provocant el caos a la ciutat i assassinant vuit persones.
Tot seguit, Breivik es dirigeix cap a l'illa, escoltant a la ràdio les notícies sobre l'explosió. En arribar al moll s'identifica com a policia i demana que el portin en ferri afirmant que ha estat enviat per a protegir l'illa. Tot i això, en arribar-hi el cap de seguretat el qüestiona i li demana la identificació, a continuació Breivik li dispara. El jovent reunit escolta els trets i intenta escapar de Breivik, que els persegueix disparant-los.
Grups de joves fugen dispersant-se per l'illa però estan físicament atrapats ja que l'única manera de sortir-ne és en bot. Breivik els crida que moriran per ser liberals i elitistes socialistes. Viljar, un jove que està al campament amb el seu germà petit, aconsegueix trucar a la seva mare i dir-li què està passant.
Breivik troba el grup de Viljar i el tiroteja, ferint el jove en cinc ocasions. donant-lo per mort, segueix la resta de joves que han escapat. Un equip especial de la policia enviat a l'illa finalment captura el terrorista, que es rendeix sense més resistència i és portat a la presó per a iniciar l'interrogatori. Viljar, mentrestant, és ingressat a l'hospital on li fan una cirurgia per a extreure-li els fragments de bala incrustats al cervell.
La història segueix el procés judicial mostrant tant la perspectiva de les víctimes com la de Breivik, fins a la sentència condemnatòria.